# Steven Grieveson
Steven John Grieveson (nascido em 14 de dezembro de 1970) é um serial killer Britânico conhecido como "the Sunderland Strangler" (tradução: o estrangulador de Sunderland), que assassinou quatro rapazes do ensino médio em uma série de assassinatos cometidos entre 1990 e 1994 em Sunderland, Inglaterra. Condenado pelo júri da cidade de Leeds Crow por três assassinatos, Grieveson foi sentenciado por três prisões perpétuas em 28 de fevereiro de 1996, com uma recomendação de que ele cumprisse no mínimo 35 anos de pena antes que o Ministro do Interior considere uma possível liberação.
Em outubro de 2013, Grieveson foi condenado pelo assassinato cometido em 1990 de Simon Martin, de 14 anos, pelo tribunal de Newcastle Crown, ensejando no cumprimento de mais uma sentença de prisão perpétua, que agora, são quatro. Ele está preso na HMP Full Sutton, uma prisão de segurança máxima na East Riding of Yorkshire, Inglaterra.
Grieveson se tornou conhecido como o Estrangulador de Sunderland devido a cidade em que ele cometeu os assassinatos e pelo seu método preferido de assassinato, o estrangulamento.

## Crimes e julgamento
Em 26 de novembro de 1993, Grieveson matou Thomas Kelly, de 18 anos, em um galpão abandonado em Fulwell, Sunderland. Foi ateado fogo em seu corpo. Em 04 de fevereiro, o criminoso matou David Hanson, de 15 anos, em Roker Terrace, antes de finalmente matar David Grieff, de 15 anos, em 15 de fevereiro de 1994 em um loteamento abandonado em Fulwell, apenas 45 metros de distância de onde havia matado Thomas Kelly três meses antes. Todas as três vítimas eram ou foram alunos da Monkwearmouth Academy, de modo que suspeitas entre a polícia, funcionários e alunos concluíram que todas as três vítimas conheciam o seu assassino — que poderia ser ou ter sido aluno daquela escola. Antes, Grieveson tinha sido aluno da Hylton Red House School.

Grieveson inicialmente foi preso em 11 de março, acusado por uma tentativa de furto dentro de uma casa em Roker Terrace, onde o corpo carbonizado de David Hanson foi anteriormente encontrado. Após extensiva investigação, Grieveson foi formalmente acusado por três assassinatos em novembro de 1995, em um julgamento que durou seis semanas em 1996 onde pegou três prisões perpétuas por assassinato. Foi julgado que ele deveria servir, no mínimo, 35 anos na prisão. 

"Você matou Thomas Kelly depois de descobrir um meio efetivo e eficiente de mata-lo e esconder as evidências ao atear fogo ao corpo dele...e longe de ficar impactado pelo que você fez, quando chegou a oportunidade de repetir a situação, você a fez. Poderia ser que uma das razões (ou talvez, a única razão) é de que você gostou de matar. Isto posto, você é totalmente vil e ainda perigoso. Felizmente, tão logo você foi preso, os assassinatos pararam."

Senhor Justice Holland pronunciando a sentença de Grieveson. 28 de fevereiro de 1996.
Foi apurado neste primeiro julgamento, realizado na Corte de Leeds Crown, que Grieveson assassinou os três rapazes para ocultar evidências de homossexualidade . Quando o pai de Thomas Kelly foi perguntado sobre os seus sentimentos relativos a condenação de Steven Grieveson, ele respondeu: "[É] um grande alívio que este monstro está fora das ruas, assim mais nenhuma família vai ter que passar pelo mesmo que nós."

### Quarta condenação por assassinato
Em novembro de 2000, Grieveson, que estava cumprindo as suas três prisões perpétuas na Prisão Full Sutton , foi levado e interrogado pelo assassinato de Simon Martin, de quatorze anos, assassinado na Gilside House, na cidade de Roker, que fica em Sunderland, em maio de 1990.
Em junho de 2004, Grieveson escreveu uma carta para o "Serviço de Apoio as Vítimas" em que ele admite o assassinato dos três rapazes entre 1993 e 1994, mas que ele havia omitido quando do assassinato de Simon Martin. Desta forma, ele não foi acusado pelo assassinato de Martin na época. Em 22 de novembro de 2012, no entanto, Grieveson foi acusado pelo assassinato de Simon Martin, e em 11 de fevereiro de 2013, ele admitiu ter sido o responsável pela morte do rapaz, mas negou que a sua morte teria sido premeditada. Ele foi condenado pelo assassinato de Simon Martin em 24 de outubro de 2013, sendo o julgamento no Tribunal de Newcastle Crown.

## Possível ligação com outro assassinato
Em 20 de fevereiro de 2014, Grieveson foi novamente levado à interrogatório pela suspeita de, em 1992, assassinar uma menina de sete anos de idade, de nome Nikki Allan, cujo corpo foi encontrado no mês de outubro em um armazém abandonado, esfaqueada até a morte. Dois anos após a sua morte, um vizinho que havia confessado o assassinato foi absolvido depois que descobriram que a polícia teria utilizado "métodos não convencionais" durante o seu interrogatório. Apesar de Allan ser menina e ter sido esfaqueada até a morte, as extensivas contusões infligidas em sua cabeça eram similares as que Grieveson infligiu à Simon Martin em 1990. Grieveson foi questionado sobre o seu potencial envolvimento no caso, embora os detetives tenham afirmado, mais tarde, que ele não enfrentaria mais nenhuma condenação em relação às investigações em andamento sobre o assassinato de Allan. Em 2017,a polícia anunciou que eles conseguiram isolar o perfil genético do assassino graças a outras amostras, levando a prisão de um outro suspeito em 2019 (que não era Grieveson).

## Referencias
1. ↑  «Gay serial killer is given three life sentences – Independent, The (London) – Find Articles at BNET.com»
2. ↑  Nicholson, David (5 de novembro de 1983). «Nilsen given 25-year sentence». The Times. London. p. 1
3. ↑  Nicholson, David (5 de novembro de 1983). «The lonely murderer who preyed on young drifters». The Times. London. p. 3
4. 1 2  «Serial killer Steven Grieveson guilty of Simon Martin murder». BBC News. BBC. 24 de outubro de 2013. Consultado em 24 de outubro de 2013
5. 1 2  «School struggles to make sense of boys' murders: Jonathan Foster». Independent.co.uk. 5 de outubro de 1994. Consultado em 27 de outubro de 2016
6. ↑  «'We're sorry', police tell murder victims' parents». BBC News. 9 de dezembro de 1997
7. ↑  «Killer did not target school, head says». Independent.co.uk. 6 de outubro de 1994. Consultado em 27 de outubro de 2016
8. ↑  Goodwin, Christopher; Hattenstone, Simon (28 de outubro de 2011). «My child, the murderer». The Guardian. Consultado em 27 de outubro de 2016
9. ↑  Terror triplo em Sunderland. Revista Master Detective. Edição de dezembro de 1996, pág. 9. ISSN 0262-4141
10. ↑  «Secret gay 'killed and burned three boys' – Independent, The (London) – Find Articles at BNET.com»
11. ↑  «Gay Serial Killer is Given Three Life Sentences». The Independent. 29 de fevereiro de 1996. Consultado em 20 de abril de 2018
12. ↑  «Simon Martin Death: Triple Killer Steven Grieveson Denies Fourth Murder». The Independent. 14 de outubro de 2013. Consultado em 15 de setembro de 2020
13. ↑  «Triple murderer admits his guilt». BBC News. 25 de junho de 2004
14. ↑  «Internal Server Error - BBC News». BBC News. 11 de fevereiro de 2013. Consultado em 27 de outubro de 2016
15. ↑  «Murdered girl seen begging outside pub before attack». Consultado em 27 de outubro de 2016
16. 1 2  «Nikki Allan murder: Man re-arrested over seven-year-old's death». BBC News. 3 de maio de 2019. Consultado em 27 de janeiro de 2022
17. ↑  Doughty, Sophie (6 de outubro de 2017). «Nikki Allan Timeline of Events: How Brutal Child Killing Sparked 25 Year Fight for Justice». Chronicle Live. Consultado em 6 de abril de 2018
18. ↑  Thompson, Craig (6 de março de 2016). «Nikki Allan murder: Could a 12-year-old babysitter hold the key to Sunderland schoolgirl's death?». Consultado em 27 de outubro de 2016
19. ↑  «Nikki Allan murder: DNA clue in girl's 1992 killing inquiry». BBC News. 6 de outubro de 2017. Consultado em 27 de janeiro de 2022